# Panhard Dyna X
La Panhard Dyna X est une automobile produite par Panhard de 1947 à 1954.

## Historique

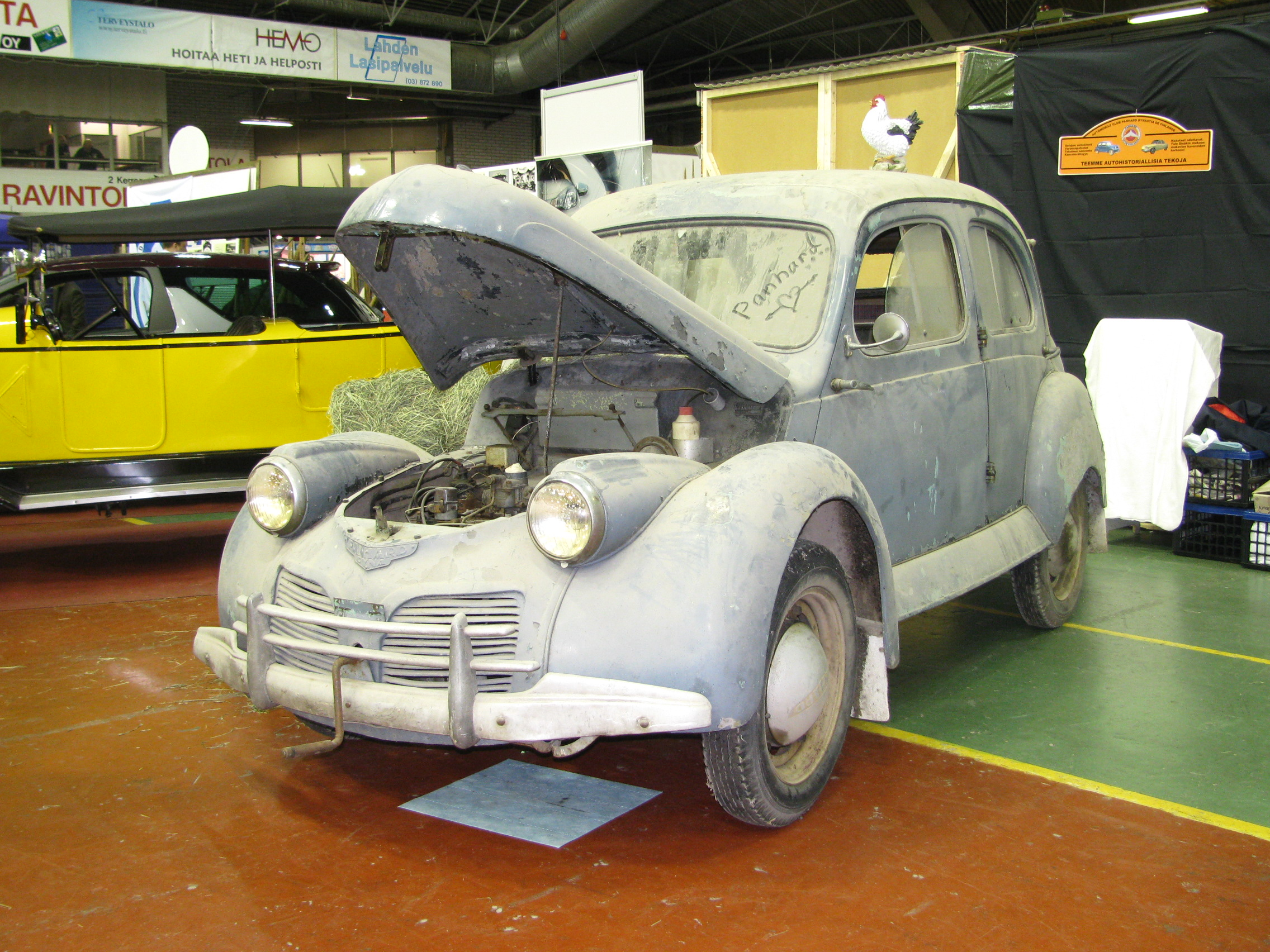
Modèle 1949 : calandre originale, phares profilés et pare-chocs tubulaires additionnels.

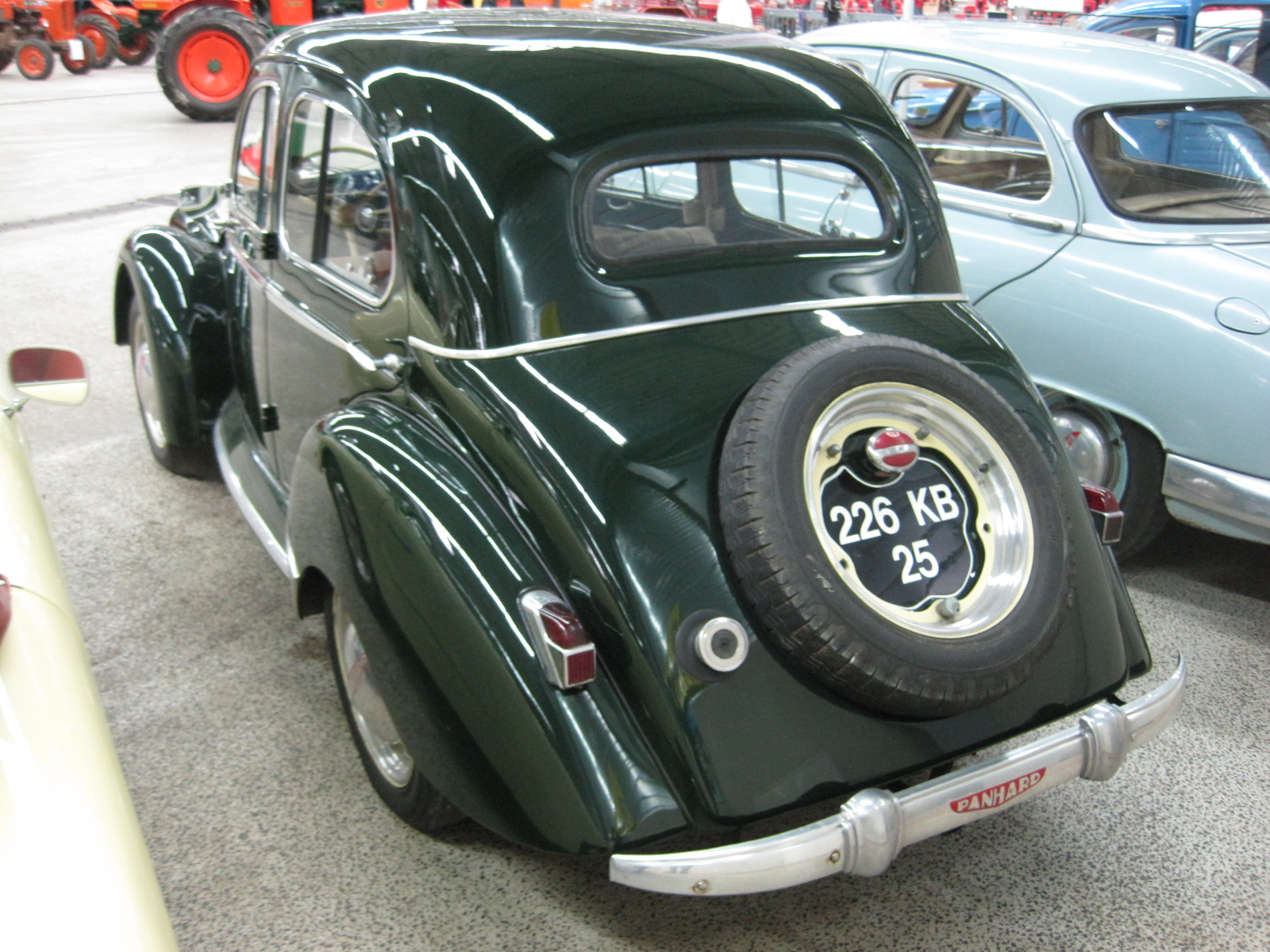
Panhard Dyna X 84 1951.

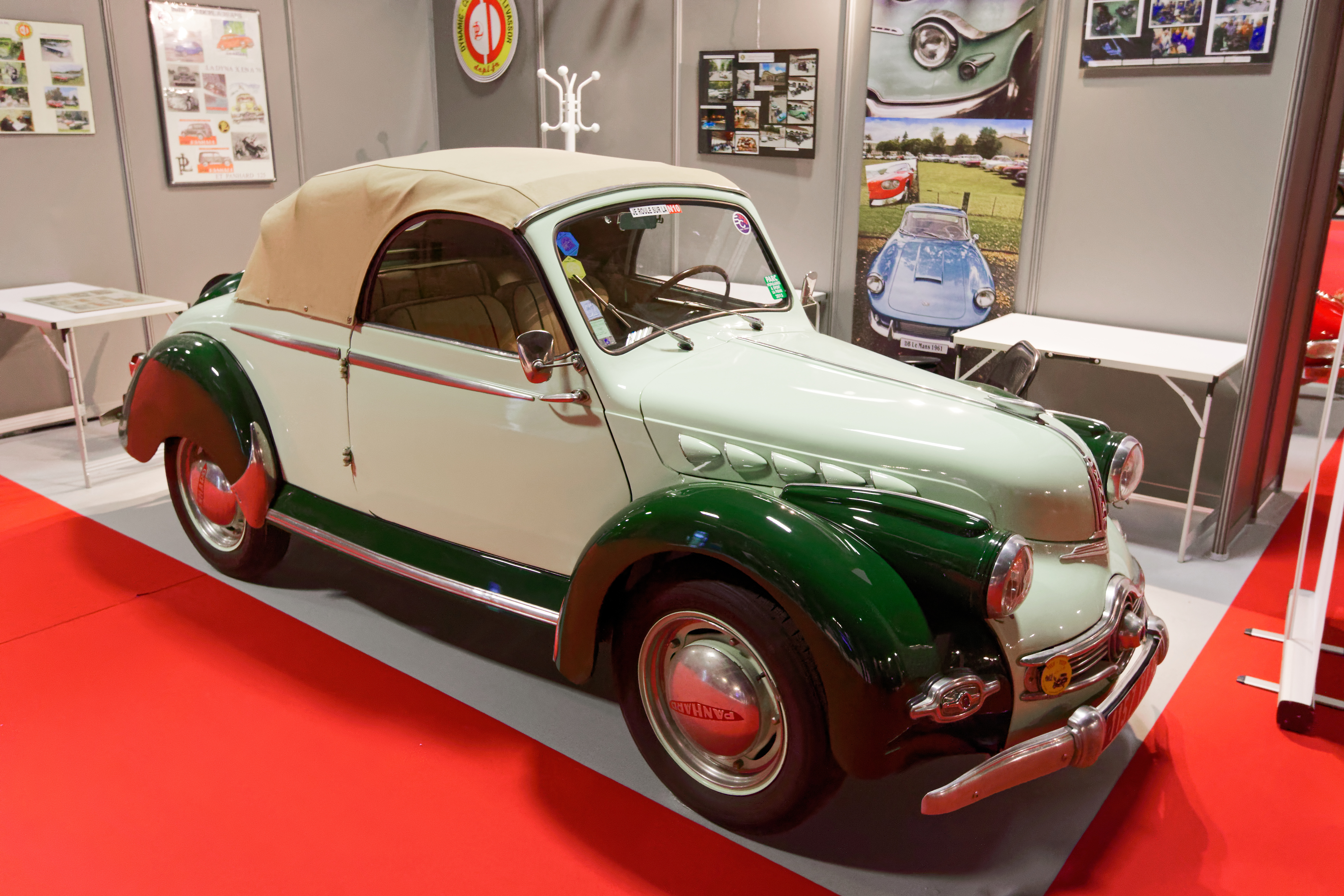
Cabriolet Panhard Dyna X86.

La Dyna X est la première voiture de grande série avec une carrosserie entièrement en aluminium.
En 1943, l'ingénieur Jean-Albert Grégoire présente aux constructeurs français une voiture, qui reprend les grands principes techniques de l'Amilcar Compound (châssis et suspensions), conçue à l'initiative de l'Aluminium Français pour promouvoir l'utilisation de l'aluminium dans la construction automobile.
Les espoirs de Grégoire sont déçus car aucun constructeur ne l'achète. Toutefois, dans le cadre du « Plan Pons », Panhard signe avec Grégoire une convention pour reprendre le développement du prototype AFG (Aluminium Français - Grégoire) en apportant la mécanique.
Finalement, la voiture, qui s'appelle Dyna, possède une carrosserie en aluminium, un auvent (partie entre le capot et la caisse) en aluminium, un châssis en acier, un moteur bi-cylindre en aluminium de 610 cm3 refroidi par air avec un rappel des soupapes par barres de torsion, une boîte de vitesses à quatre rapports et une suspension à quatre roues indépendantes (ressort transversal à l'avant et bras tirés avec trois barres de torsion par roue à l'arrière).
La Dyna X (X comme le type Mines) est présentée au Salon de Paris en 1946. À propos de la carrosserie compliquée par de nombreux arrondis, on parlera de style Louis XV.
En octobre 1947 débute la production de la Dyna X type 100 (comme 100 km/h) dont les carrosseries sont sous-traitées à la compagnie Facel-Métallon (futur constructeur des luxueuses et puissantes Facel Vega.
En novembre 1948, les projecteurs deviennent profilés. Un mois après, la Dyna K fourgonnette 350 kg entre lentement en production. En juillet 1949, une série de Dyna K réservée à l'exportation sera habillée d'un élégant habillage extérieur en bois.
Les modèles 1950 bénéficient de plusieurs baguettes de décoration en aluminium poli sur la carrosserie, d'une nouvelle calandre à motif rond central et de la suppression des pare-chocs tubulaires supplémentaires à l'avant. Enfin, une berline découvrable apparaît.
En janvier 1950, le type 110 remplace le type 100 tandis que le cabriolet est lancé. Le moteur 3 CV passe de 22 ch à 28 ch SAE. En mars, les flèches de direction cèdent la place à des feux clignotants sur les ailes avant et arrière (ils sont seulement latéraux sur la Dyna K). En avril, un moteur 4 CV de 745 cm3 développant 32/34 ch est monté sur le type 120.
Les modèles 1951 se distinguent par leur tableau de bord à un seul cadran, leurs pare-chocs droits, leurs coquilles d'aération sur le capot et leurs deux feux à l'arrière. Un nouveau break vitré Dyna K reprend la carrosserie de la fourgonnette 500 kg.
Au Salon de Paris, la marque présente une boîte de vitesses automatique à trois rapports montée sur le type 120.
En février 1952, le nouveau moteur 4 CV Sprint optionnel propose 36/37 ch grâce à un nouvel arbre à cames et à un carburateur double corps.
En avril, le roadster dérivé Dyna X Junior est lancé.
En juin, la Dyna X type 130 s'équipe d'un moteur 5 CV de 851 cm3.
En décembre, les types 110 et 120 sont supprimés.
Pour les modèles 1953, le type 130 atteint 130 km/h avec l'option moteur 5 CV Sprint de 40 ch. Une limousine ou break 5 portes taxi est lancée.
À l'automne 1953, la Dyna X est supprimée. Les Dyna K break et fourgonnette continuent jusqu'en juillet 1954.      

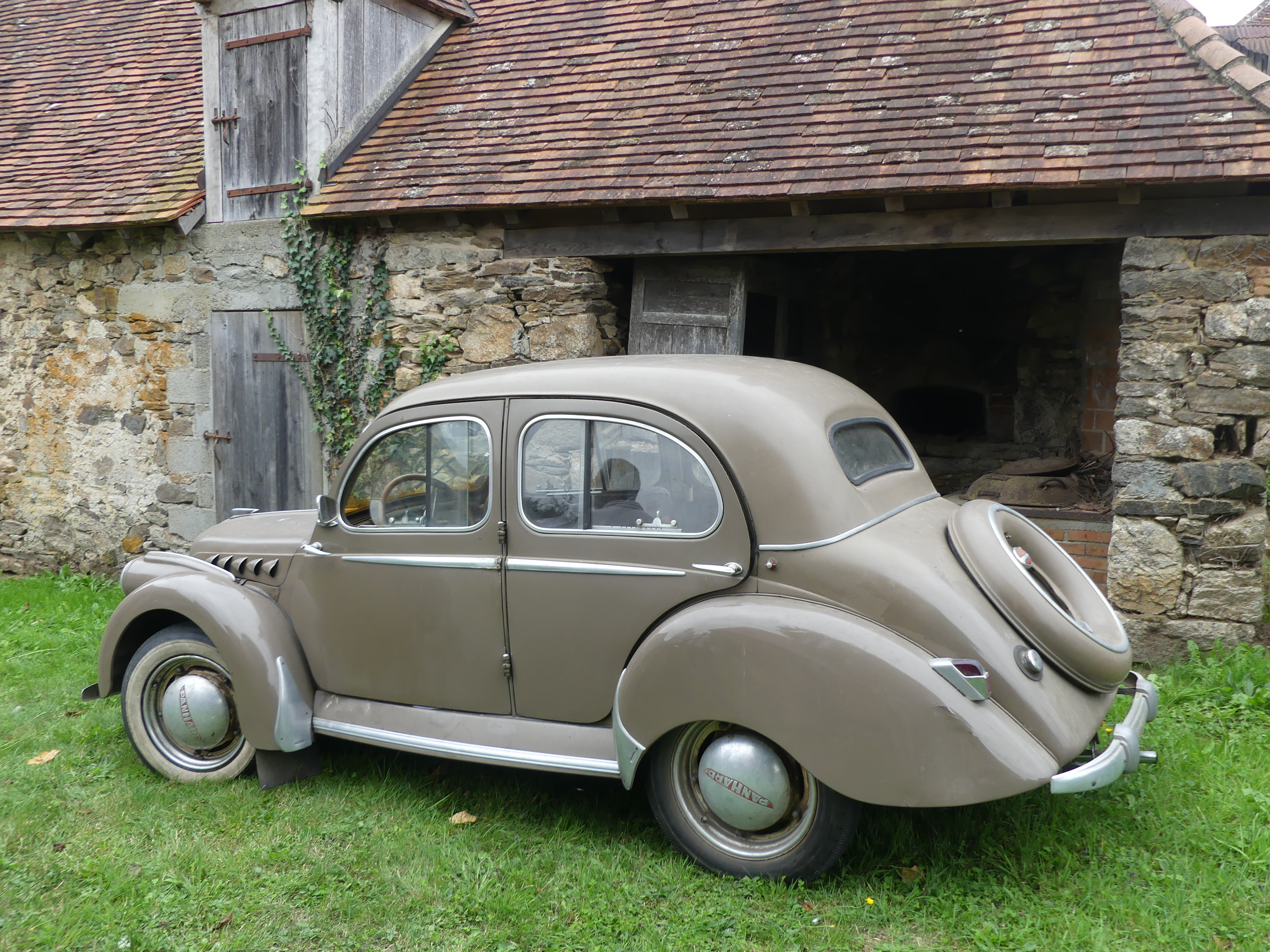
Panhard Dyna X86.
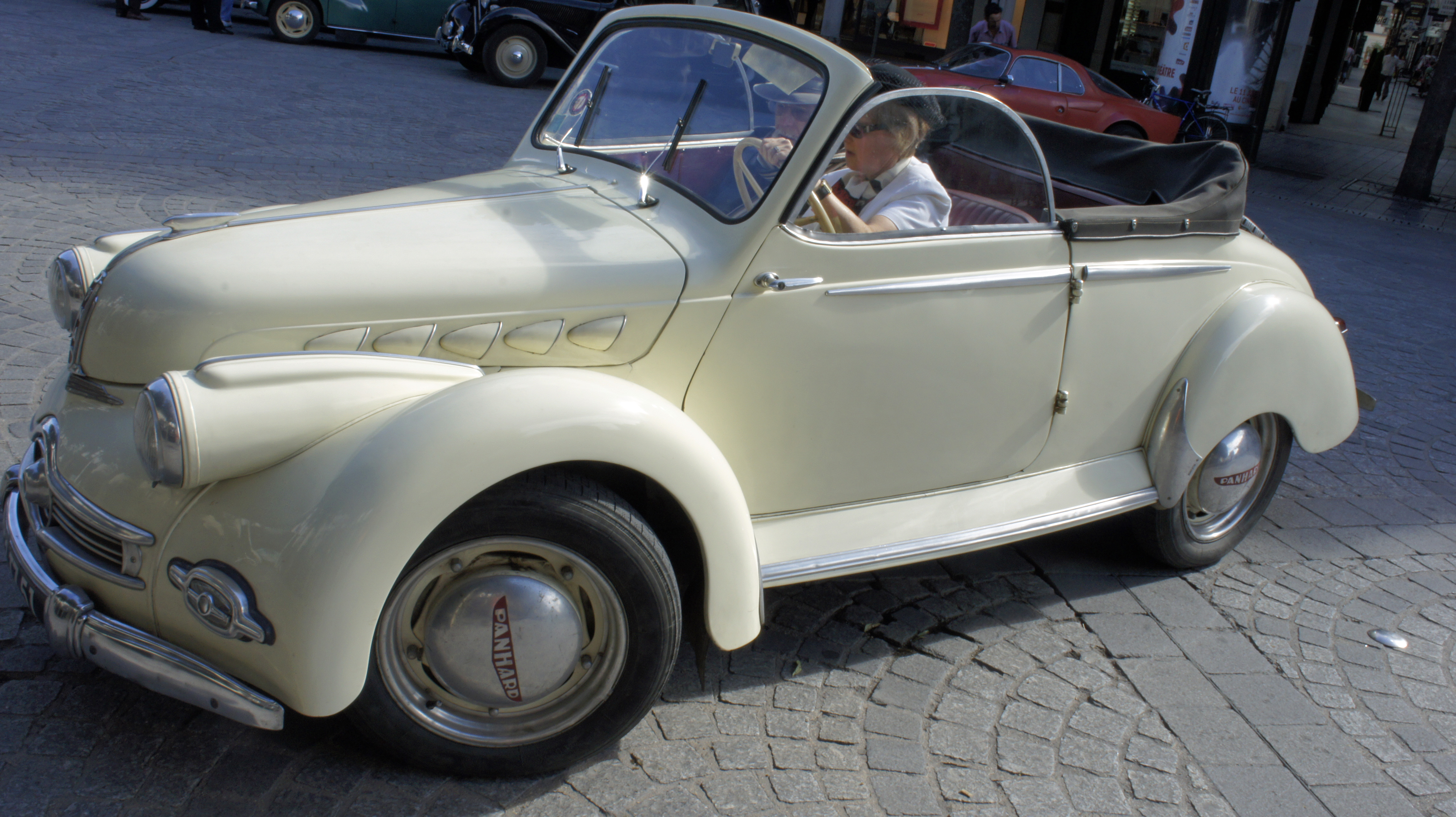
Une Dyna X cabriolet, capote ouverte.
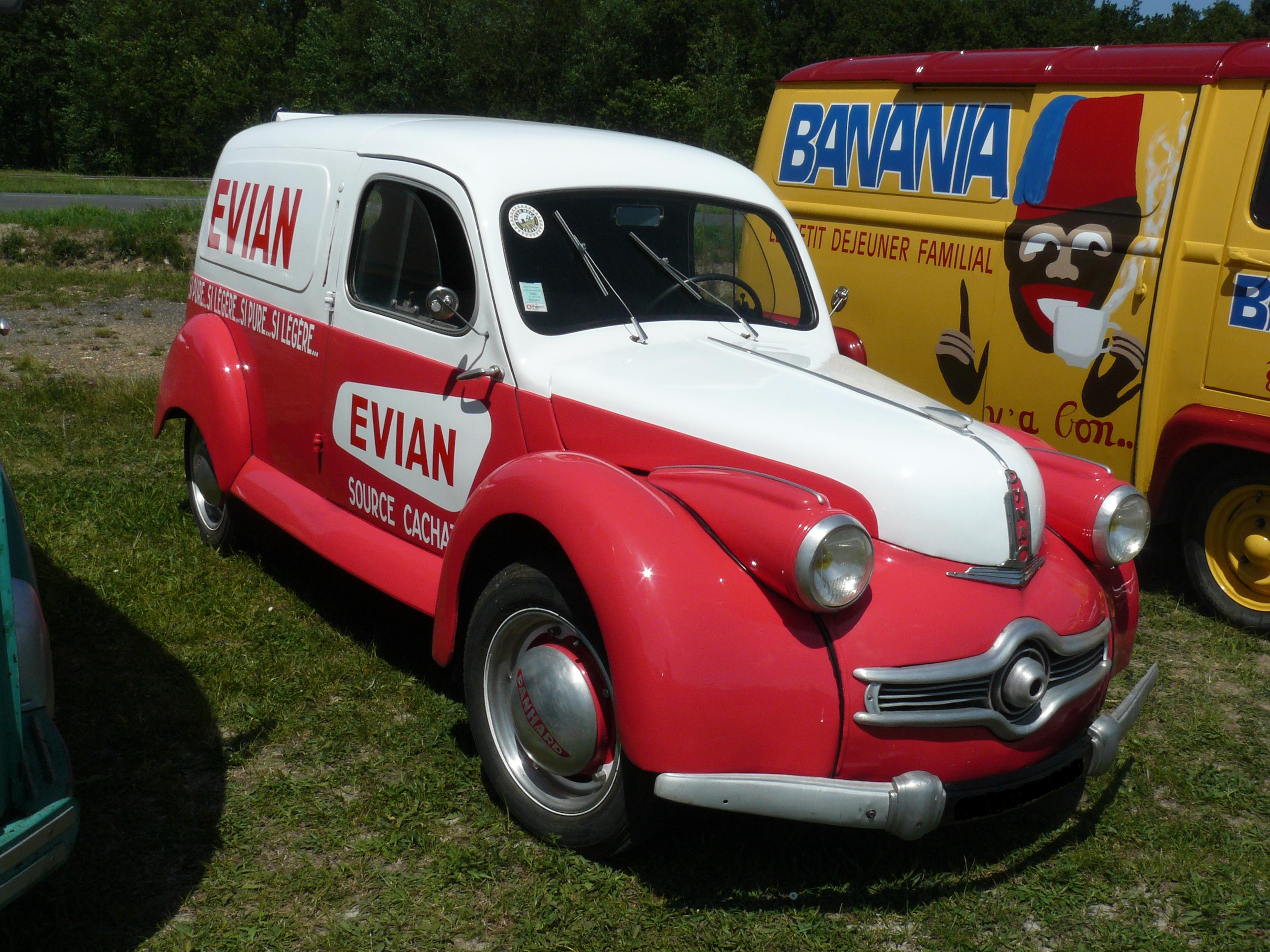
Dyna K fourgonnette aux couleurs d'Évian de l'époque.
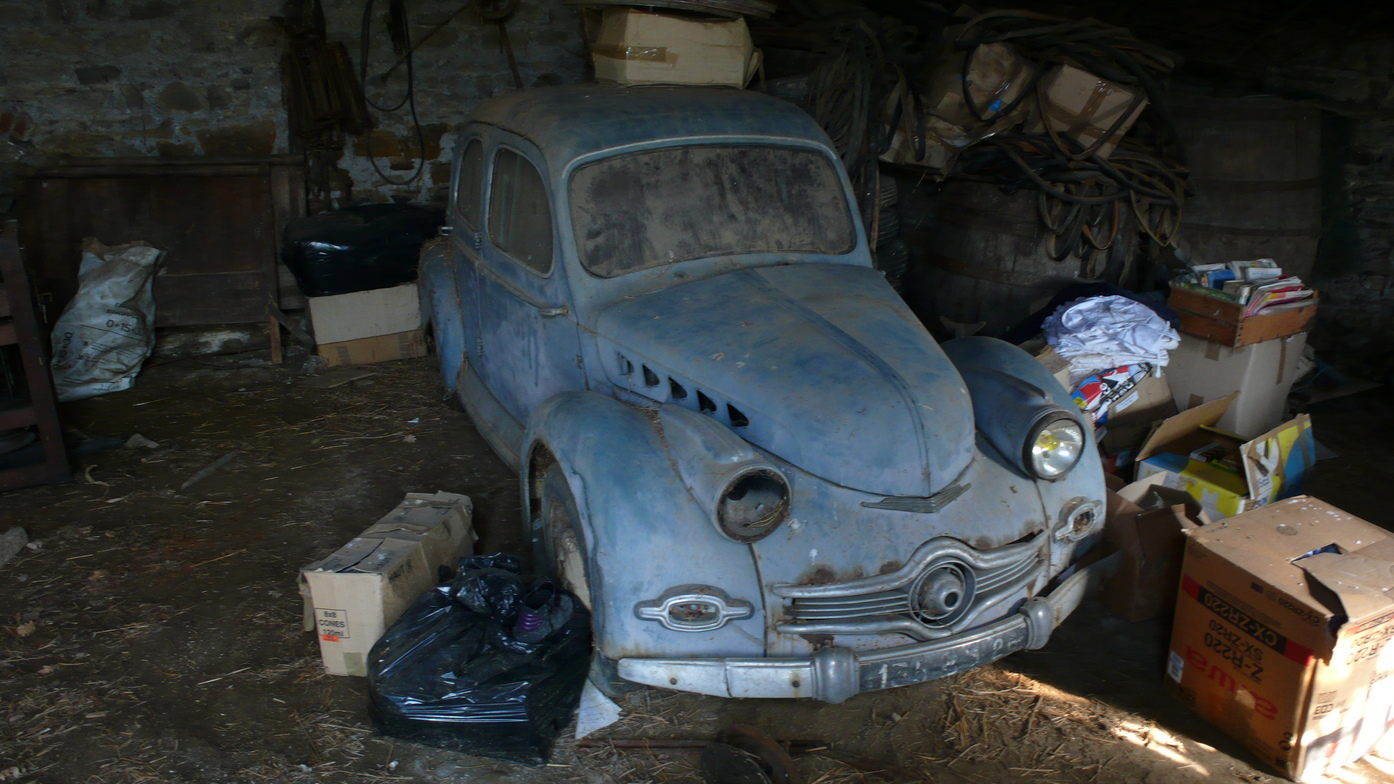
Panhard Dyna X type 120 (abandonnée dans une grange, en attente de restauration).

## Résultats en compétition
Victoires:
- Coupe des Alpes: victoire de classe 750cm3 en 1950 avec Edmond Signoret et Elie Guibourdenche (4 premières places)[2], et une Coupe en 1952[3];
- Rallye Paris - Saint-Raphaël Féminin en 1951 avec Lucienne Alziary de Roquefort;
- Grand Prix d'Agadir en 1951, victoire de catégorie <0.75L. avec Magri;
- Rallye Soleil Cannes en 1953 avec René Fabre (ex æquo avec Pierre Boncompagni sur Ferrari 340MM, et également 6e la même année du tour auto en catégorie Voitures de série sur X85);
- Rallye des 1000 lacs en 1954 avec Osmo Kalpala, et son frère Eino (4e édition, 3e Valmari Keskimäki, et 5e Emil Pauri);
- Rallye Monte-Carlo: victoire de classe 750cm3 en 1954 avec  A.Blanchard et M.Lecoq (et 3e au général)[4];
- Tour de Sicile: victoire de classe 750cm3 en 1954 avec René Cotton;
- Rallye de Sestrières en 1957 avec Lucien Bianchi (X86 T750);
  - 4e du Tour de France automobile en 1953, catégorie Sport et Haute Performance (X86, avec Charles Plantivaux et Rougier);
  - Participation aux 24 Heures du Mans en 1950, 1951, et 1952 (X86 Coupé 12e, avec Charles Plantivaux et Robert Chancel).